# Fred J. Koenekamp
Fred J. Koenekamp (Los Angeles, 11 de novembro de 1922 – Bonita Springs, 31 de maio de 2017) foi um diretor de fotografia estadunidense. Venceu o Oscar de melhor fotografia na edição de 1975 por The Towering Inferno.